# 霍頓 (新澤西州)
霍頓（英語：Wharton）是位於美國新澤西州摩里斯縣的自治市鎮。

## 人口
根據2020年美國人口普查的數據，霍頓的面積為5.53平方千米，當中陸地面積為5.38平方千米，而水域面積為0.15平方千米。當地共有人口7241人，而人口密度為每平方千米1,309人。